# Élections législatives japonaises de 1976
Les élections législatives japonaises de 1976 ont lieu le 5 décembre afin de renouveler les 511 membres de la Chambre des représentants pour un mandat de quatre ans.

## Résultats
|                      |                            |            |       |        |     |
| Parti politique      | Parti politique            | Voix       | %     | Sièges | +/- |
|                      | Parti libéral-démocrate    | 23 653 626 | 41,78 | 249    | 22  |
|                      | Parti socialiste japonais  | 11 713 009 | 20,69 | 123    | 5   |
|                      | Kōmeitō                    | 6 177 300  | 10,91 | 55     | 26  |
|                      | Parti communiste japonais  | 5 878 192  | 10,38 | 17     | 21  |
|                      | Parti démocrate socialiste | 3 554 076  | 6,28  | 29     | 10  |
|                      | Nouveau Club libéral       | 2 363 985  | 4,18  | 17     | —   |
|                      | Autres                     | 45 114     | 0,08  | 0      | 2   |
|                      | Indépendants               | 3 227 463  | 5,70  | 21     | 7   |
|                      |                            |            |       |        |     |
| Inscrits             | Inscrits                   | 77 926 588 | 100   | 511    | 20  |
| Votants              | Votants                    | 57 236 622 | 73,45 |        |     |
| Abstention           | Abstention                 | 20 689 966 | 26,55 |        |     |
| Votes blancs et nuls | Votes blancs et nuls       | 623 857    | 0,80  |        |     |
| Votes exprimés       | Votes exprimés             | 56 612 765 | 72,65 |        |     |
| Sources,             |                            |            |       |        |     |